# Kitano Tsunetomi
Kitano Tsunetomi (北野 恒富 ()), né Kitano Tomotarō (北野富太郎 ()) à Kanazawa en 1880 et mort en 1947, est un artiste et peintre japonais appartenant à l’école Shin-Hanga.

## Biographie
Kitano Tsunetomi naît en 1887 à Kanazawa, au sein d'une famille de samouraïs dans la préfecture de Saitama. 
Tout d'abord graveur dans le journal Hokkoku shinpō, il étudie à partir de 1898 le dessin à Osaka auprès de Inano Toshitsune., duquel il reçoit son nom d'artiste « Tsunetomi ». Ses spécialités sont les illustrations de livres ou de feuilletons littéraires dans les journaux (Osaka shinbun par exemple) et les affiches : ses publicités pour la bière Sakura et le grand magasin Takashimaya assoient sa renommée dans les années 1910.
Membre d'importants cercles de peinture à Kyoto et à Osaka, son œuvre compte davantage de peintures que d'estampes. Il fonde l'école d'art et maison d'édition Hakuyōsha, où il formera notamment Shima Seien et Kitani Chigusa.
Ses sujets favoris sont la vie quotidienne et les traditions d'Osaka.

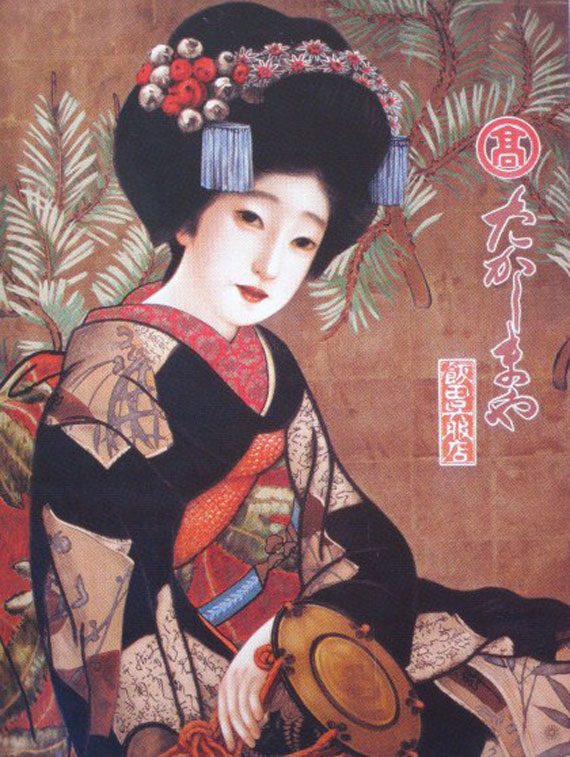
Affiche pour les magasins Takashimaya.
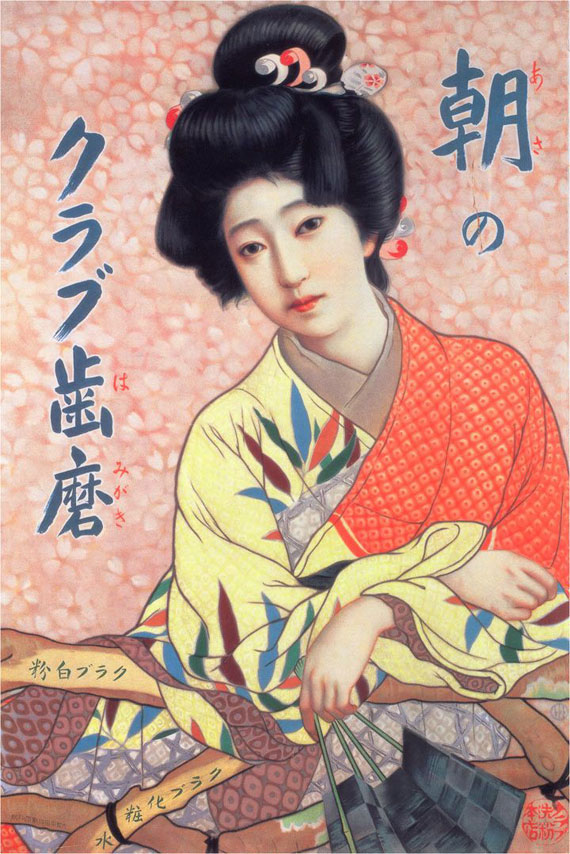
Affiche pour un dentifrice, 1913.
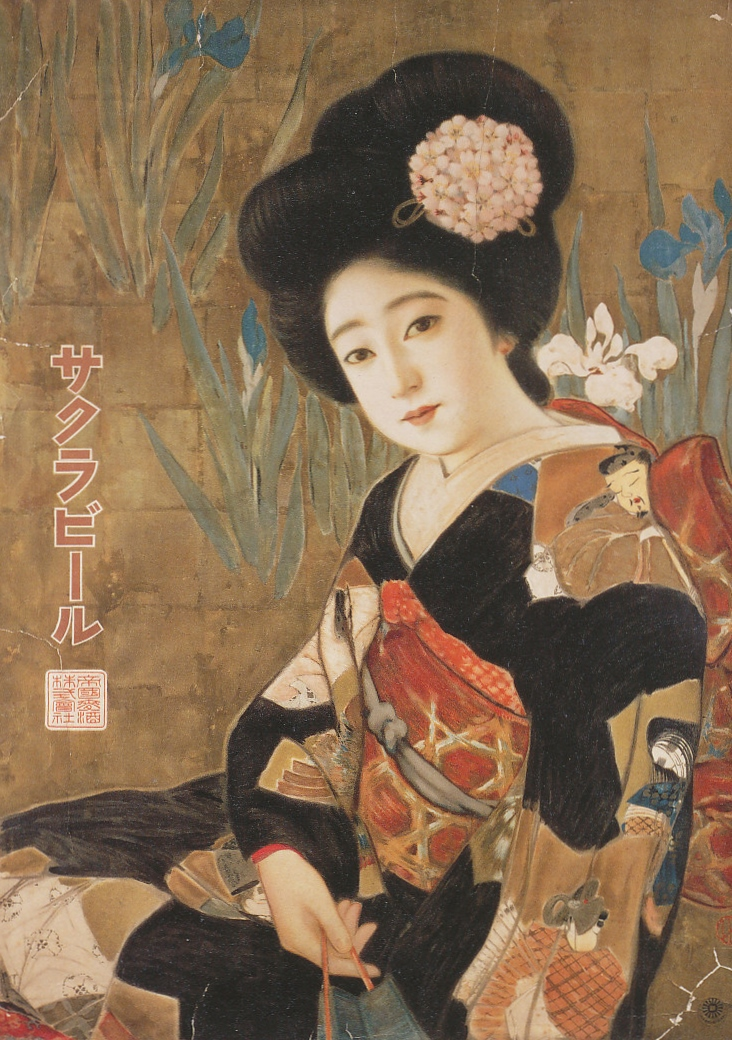
Affiche pour la bière Sakura, 1913.
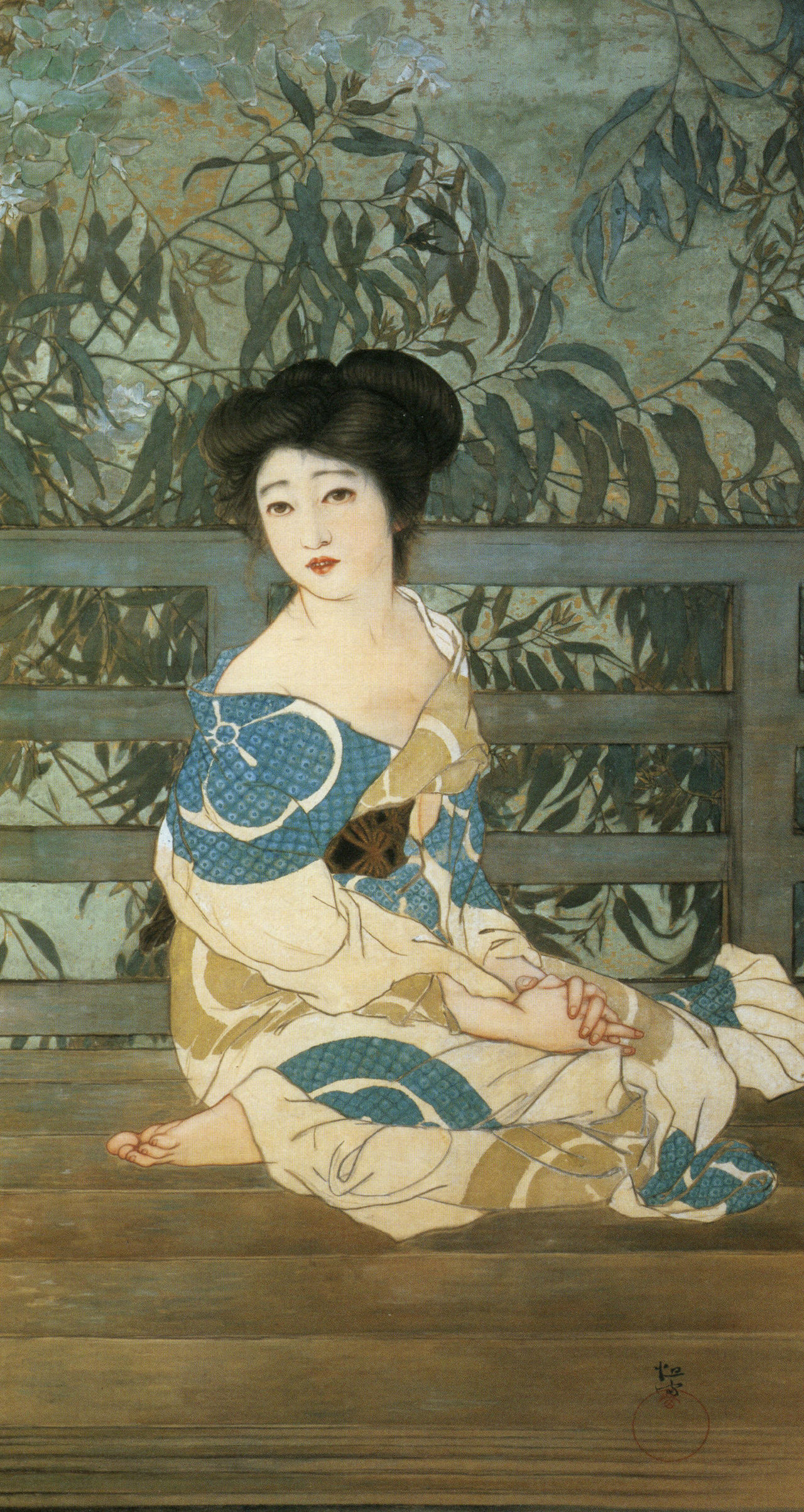
Après le bain, 1912.
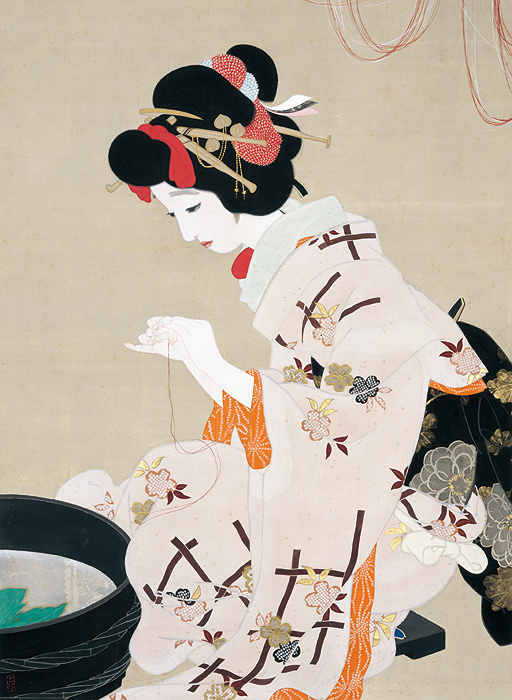
Vision, 1914.
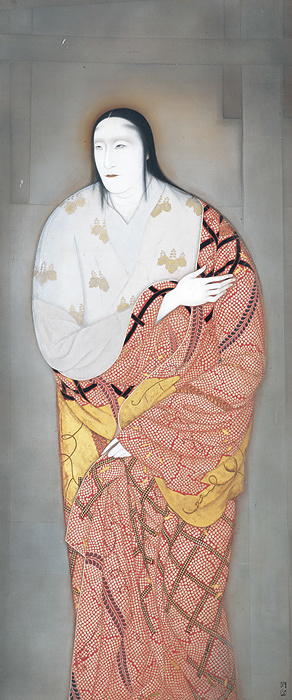
Yodogimi, 1920.
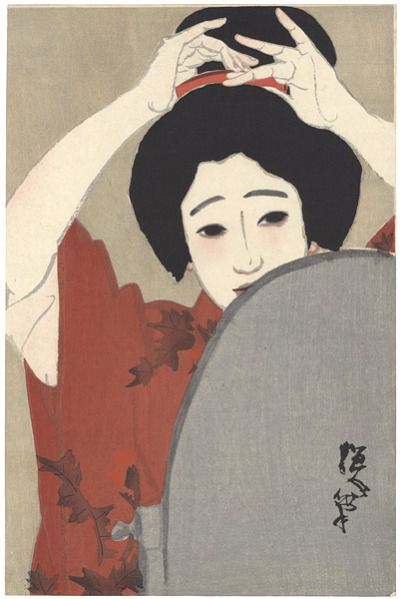
Devant le miroir.
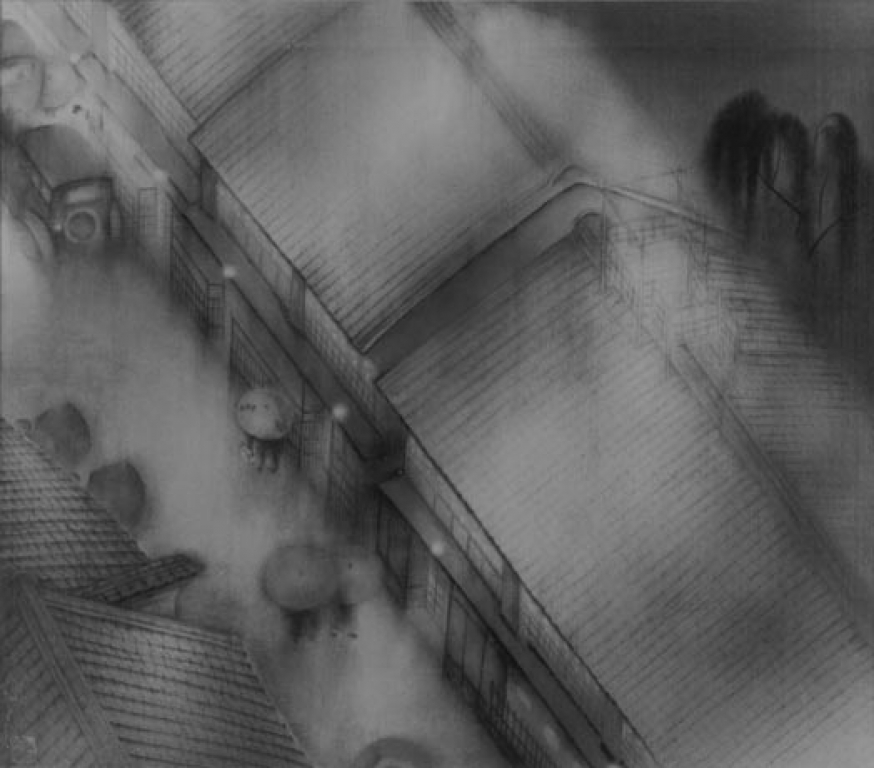
De la série Tōto meisho – Lieux célèbres de Tokyo.
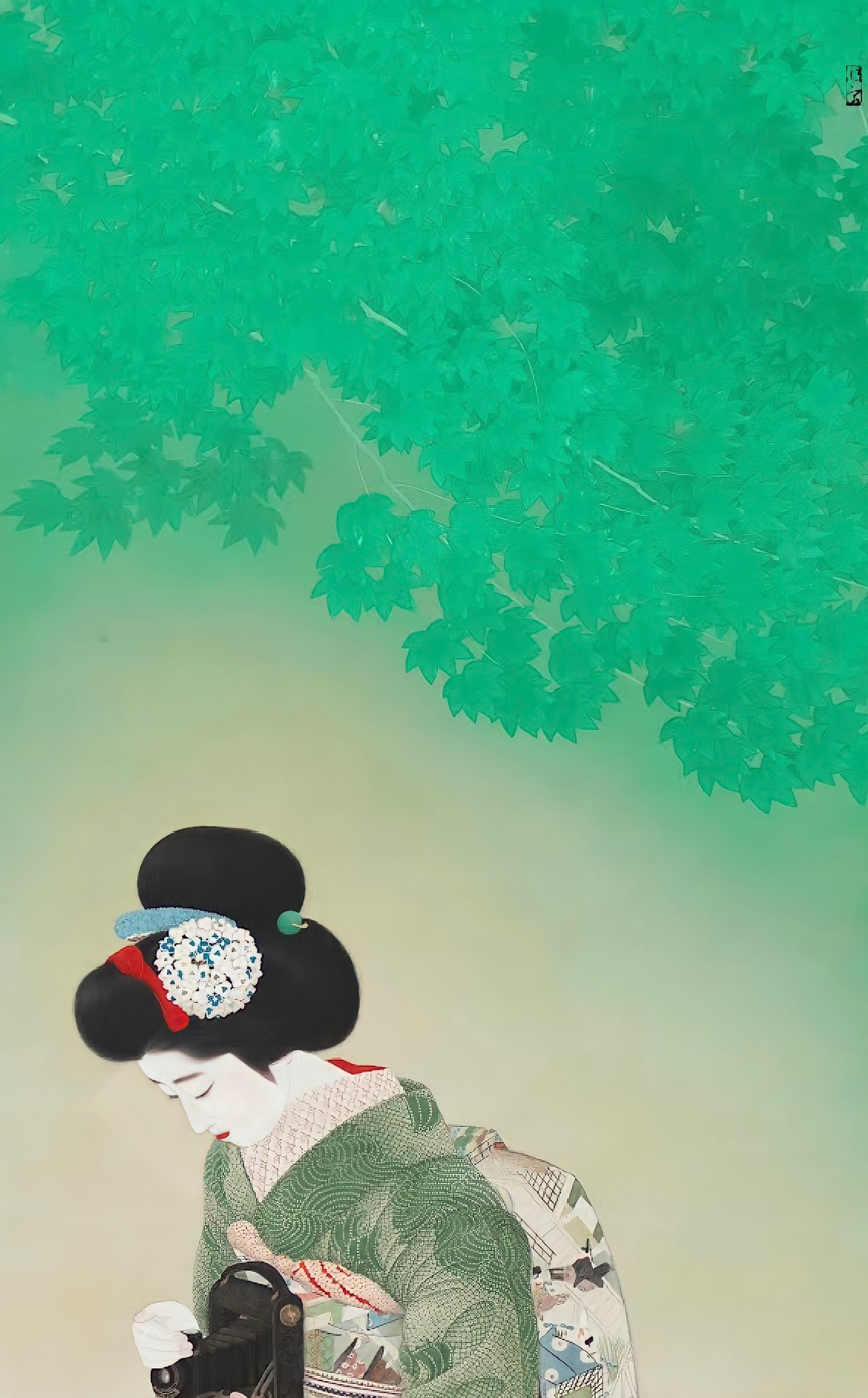
Le Jeu, 1929.
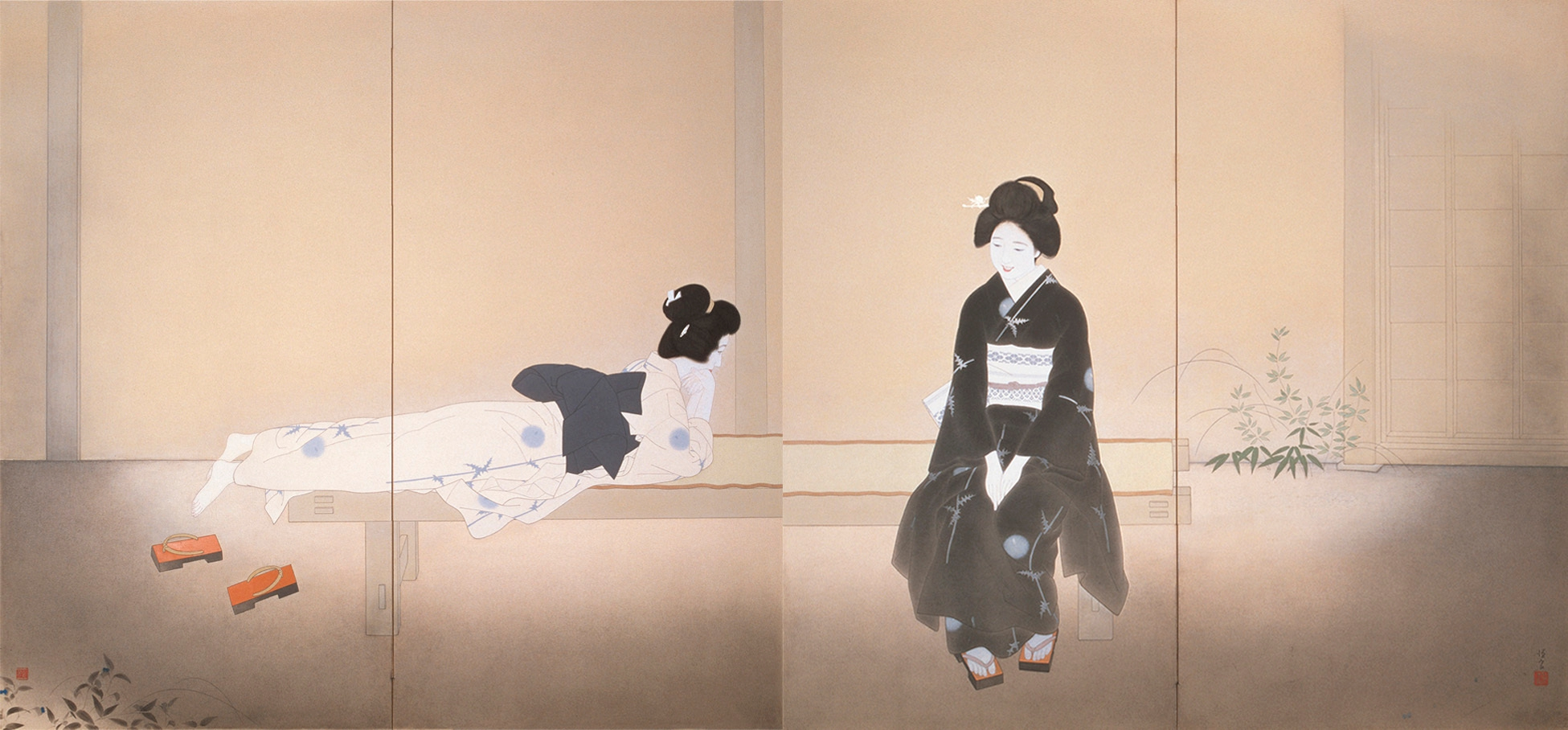
Les sœurs, 1936.